# Odessey and Oracle
Odessey and Oracle (О́диси энд О́ракл, рус. Одиссея и Оракул) — студийный альбом британской рок-группы The Zombies, вышедший в 1968 году и сделанный в стиле барокко-поп.
Odessey and Oracle был записан в 1967 г. после подписания контракта с CBS, и был вторым альбомом «The Zombies». Их первый альбом был, по сути, сборником синглов, поэтому Odessey and Oracle можно назвать единственным «настоящим» альбомом «The Zombies». Если в первый альбом входили, в том числе, и кавер-версии, то Odessey and Oracle целиком состоит из авторских композиций главных сочинителей группы — Рода Арджента и Криса Уайта.

## История
Работа над альбомом началась в июне 1967 года. Девять из двенадцати песен были записаны на Abbey Road Studios, где чуть ранее Битлз записали Sgt. Pepper's Lonely Hearts Club Band, а Пинк Флойд — The Piper at the Gates of Dawn. Это был первый случай в истории Abbey Road, когда на студии записывался материал, не спродюсированный EMI.
В августе Abbey Road была недоступна для записи, и группа временно перешла в Olympic Studios, где записала «Beechwood Park», «Maybe After He’s Gone» и «I Want Her She Wants Me». В сентябре они вернулись на Abbey Road. Сессия звукозаписи завершилась в ноябре, и последними записанными треками были «Time Of The Season» и «Changes».
К тому времени настроения внутри группы были сложные. Отчасти недовольства были связаны с низким заработком. Кроме того, два сингла, «Care Of Cell 44» и «Friends Of Mine», были встречены публикой равнодушно. Ко времени записи заключительного трека «Time Of The Season» Бланстоун и Аткинсон испытывали разочарование и раздражение. Бланстоуну эта песня не нравилась, и он прямо отказывался её исполнять (в итоге, Бланстоун всё же исполнил песню в той манере, как этого хотел Арджент) — музыканты не представляли, что песня станет бессмертной классикой рока.

В те дни у нас было настолько мало денег, что перед посещением студии мы обычно собирались на репетицию, оттачивая конкретную композицию. Все было в высшей степени подстроено под трёхчасовую работу в студии, на которой мы успевали записать и свести пару песен. При создании альбома мы придерживались такого графика, несмотря на то, что запись затянулась на несколько месяцев.
— Род Арджент
Арджент и Уайт сделали миксы в моно, но когда принесли мастер в CBS, оказалось, что необходимы стереомиксы. Бюджет альбома, который составлял 1000 фунтов от CBS (приблизительно 3500 долларов), к тому времени был потрачен. Арджент и Уайт были вынуждены вычесть из своих авторских гонораров по сто фунтов каждый, чтобы заплатить за изготовление стереомиксов. Это было последней каплей, переполнившей чашу терпения Бланстоуна и Аткинсона: они решили уйти из группы, что привело её распаду.
Стереомикс был готов к 1 января 1968 г., когда The Zombies уже не существовало.
При сведении «This Will Be Our Year» в стерео возникла одна большая проблема. Продюсер Кен Джонс (Ken Jones) записал своё соло на рожке прямо на моно-миксдаун (англ. mixdown, сведённая композиция). И в результате трек пришлось выпускать в псевдостерео звучании. Лишь в 1997 году удалось выпустить трек в стереоверсии, когда The Zombies выкупили изначальные монодорожки из собственности Криса Уайта.
Odessey and Oracle вышел в Британии 19 апреля 1968 года, а Штатах — в июне. Сначала руководство CBS не хотела выпускать альбом в США, но Аль Купер убедил своих боссов в CBS это сделать. В итоге альбом вышел на небольшом подлейбле CBS — Date Records. В качестве первого сингла было решено выпустить Butcher’s Tale, в надежде, что антивоенная тема найдёт резонанс в связи с войной во Вьетнаме.
В конце второй половины 1968 г. многие радиостанции США хотели проигрывать «Time of the Season», но копий дисков не хватало. Тогда Date выпустила второе издание сингла. Только после этого, в начале 1969 года, «Time of the Season» достиг третьей строчки чартов. За год было продано более двух миллионов копий сингла.
В марте 1969 г. альбом под новой обложкой (но с использованием небольшого фрагмента оригинального рисунка) был переиздан под лейблом Columbia Records. Но к тому времени Арджент и Уайт уже были заняты собственной группой «Argent», а Бланстоун — сольной карьерой.

## Исполнение на сцене
Группа ни разу не исполняла песни с альбома на сцене, поскольку сразу после записи распалась. В 1997 г. в рамках презентации CD-бокса Zombie Heaven, в лондонском Jazz Cafe прошли пять вечеров, на которых исполняли «She’s Not There» и «Time of the Season».
Также в 2004 г. в лос-анджелесском House of Blues состоялся благотворительный концерт всех участников в поддержку Аткинсона, который, несмотря на сильную болезнь, настаивал на своём участии в концерте. По словам Арджента, на том концерте «было очень грустно».
В 2001 г. произошло воссоединение Арджента и Бланстоуна, и под названием Colin Blunstone and Rod Argent of the Zombies группа начала исполнять как новый материал, так и старый (включая песни с альбома Odessey and Oracle).
Настоящее триумфальное исполнение альбома на сцене произошло в марте 2008 года. Исполнилось сорок лет выходу альбома «Odessey and Oracle» и музыканты отметили это событие уникальным концертом — в марте в London Shepherd Bush Empire состоялись юбилейные концерты к 40-летию выхода альбома «Odessey and Oracle». На сцене впервые с 1968 г. собрались все оригинальные участники коллектива, кроме умершего в 2004 г. Пола Аткинсона. Были исполнены все песни альбома, плюс другие старые и новые песни. Причем, песни альбома исполняли те же вокалисты, что и в 1968 г. (например, «Western Front 1914» пел Крис Уайт). Музыкальная общественность положительно оценила концерт. Спустя полгода и год вышли в свет записи с того концерта на двух CD и DVD (видео) соответственно (The Zombies: Odessey & Oracle Revisited. The 40th Anniversary Concert. Live at the Shepherd’s Bush Empire, London 2008). Концерт 2008 года — это первое выступление Арджента, Бланстоуна, Уайта и Гранди перед британской публикой с декабря 1967 года.
Проект The 40th Anniversary «Odessey and Oracle» Concerts с участием оригинальных членов коллектива оказался востребованным: спустя год, в конце апреля 2009 г., группа вновь собралась «старым» составом и дала концерты в четырёх городах Британии — Глазго, Бристоле, Манчестере и Лондоне. На этот раз, как писали афиши, уже «в самый последний раз».

## Обложка и название
Обложку создал Терри Квирк (Terry Quirck), художник, друг и сосед Криса Уайта по съёмной квартире. Он-то и допустил опечатку в названии (Odessey вместо правильного Odyssey, рус. Одиссея), которую музыканты сразу не заметили, а заметив, решили не исправлять. Арджент признается, что и спустя 40 лет ему очень нравится оформление обложки, а получившееся написание смотрится «элегантно и психоделично».
Отвечая на вопрос, что такое «одессея» (Odessey) и кто такой «Оракул» (Oracle), Арджент скажет: «Это просто фраза, слетевшая с языка. Идея одиссеи заключается в путешествии и открытии, но я не вполне уверен, что же мы подразумевали под „оракулом“»

## Признание и награды
Признание:
- В 2004 году журнал Rolling Stone поместил альбом на 80-е место в списке Пятисот величайших альбомов всех времён.[10]
- Журнал Mojo поместил альбом на 97-е место среди величайших альбомов мира.[11]
- New Musical Express (NME) поместил альбом на 32-е место в списке ста лучших британских альбомов.[12]
- Альбом занимает 50-70 места среди величайших альбомов в постоянно меняющемся рейтинге базы Rate Your Music.[13]

Награды:
The MOJO Classic Album Award. 11 июня 2009 г. музыканты получили ежегодную премию британского музыкального журнала [Mojo] — Mojo Magazine Award в номинации Классический альбом (Odessey and Oracle).

## Список композиций
Многие считали, что Odessey and Oracle — это концептуальный альбом. Однако это не так: он просто был сборником песен.— Род Арджент
| №   | Название                                     | Длительность |
| --- | -------------------------------------------- | ------------ |
| 1.  | «Care of Cell 44» (Род Арджент)              | 3:57         |
| 2.  | «A Rose for Emily» (Арджент)                 | 2:19         |
| 3.  | «Maybe After He's Gone» (Крис Уайт)          | 2:34         |
| 4.  | «Beechwood Park» (Уайт)                      | 2:44         |
| 5.  | «Brief Candles» (Уайт)                       | 3:30         |
| 6.  | «Hung Up on a Dream» (Арджент)               | 3:02         |
| 7.  | «Changes» (Уайт)                             | 3:20         |
| 8.  | «I Want Her, She Wants Me» (Арджент)         | 2:53         |
| 9.  | «This Will Be Our Year» (Уайт)               | 2:08         |
| 10. | «Butcher's Tale (Western Front 1914)» (Уайт) | 2:48         |
| 11. | «Friends of Mine» (Уайт)                     | 2:18         |
| 12. | «Time of the Season» (Арджент)               | 3:34         |

## Участники записи
- Колин Бланстоун — вокал
- Род Арджент — орган, пианино, клавишные, меллотрон, вокал (ведущий вокал на «I Want Her, She Wants Me»)
- Пол Аткинсон (Paul Atkinson) — гитара, вокал (на «Changes»)
- Крис Уайт (Chris White) — бас, вокал [ведущий вокал на «Butcher’s Tale (Western Front 1914)]»
- Хью Гранди (Hugh Grundy) — ударные, вокал (на «Changes»)

Технический персонал:
- Джефф Эмерик (Geoff Emerick) — звукоинженер (только «Time of the Season»)
- Питер Винс (Peter Vince) — звукоинженер
- Jools DeVere — оформление и вёрстка (design)

## Кавер-версии
- «Care of Cell 44» была перепета такими исполнителями, как Эллиотт Смит и Of Montreal.
- «Time of the Season» была перепета почти сотней разных исполнителей.[15]
- В 1994 г. в США вышел диск-трибьют «The World of the Zombies» (PopLlama Products). «Changes», «This Will Be Our Year» и «Care of Cell 44» были исполнены соответственно Zumpano, Model Rockets и Sneetches.

## «Who’s your daddy?»
Известная американская сленговая фраза «Who’s your daddy?» происходит из слов песни «Time of the Season»: «What’s your name? Who’s your daddy? Is he rich like me?». «Who’s your daddy?» ныне выражает хвастливое утверждение господства над тем, кому эта фраза говорится, и зачастую несёт сексуальный оттенок.